# Mohammad Mazaheri
Mohammad Rashid Mazaheri (persan : محمدرشید مظاهری), né le 18 mai 1989 à Gachsaran, est un footballeur international iranien, qui évolue au poste de gardien de but. Il joue actuellement dans le club de Sepahan SC.

## Biographie

### Carrière internationale
Le 24 mars 2016, il honore sa première sélection contre l'Inde lors d'un match des éliminatoires de la Coupe du monde de 2018. La rencontre se solde par une victoire 4-0.
Le 4 juin 2018, il fait partie de la liste des 23 joueurs iraniens sélectionnés pour disputer la coupe du monde en Russie.